# Jan Nepomucen Niemojowski
Jan Nepomucen Niemojowski herbu Wierusz (ur. 4 maja 1803 w Śliwnikach koło Kalisza, zm. 8 kwietnia 1873 tamże) – polski działacz narodowościowy, kaliszanin, bratanek Bonawentury i Wincentego Niemojowskich.
Jan Nepomucen Niemojowski był synem Makarego Niemojowskiego i Ewy z Pruskich. W 1822 ukończył Szkołę Wojewódzką Kaliską, a następnie studiował w Berlinie prawo. Działał wówczas w akademickim stowarzyszeniu „Polonia”. Ze względu na służbę wojskową i konieczność zajęcia się majątkiem po zgonie ojca przerwał studia i osiadł w Śliwnikach. Związał się tam z tzw. partią kaliską, którą kierowali jego stryjowie Wincenty i Bonawentura. Aresztowany w Kaliszu w 1827 i jako pruski poddany został relegowany do Poznańskiego. Walczył w powstaniu listopadowym w pułku jazdy kaliskiej w stopniu szeregowego, później w korpusie generała Różyckiego. Awansował na porucznika i został odznaczony złotym krzyżem Virtuti Militari. Aresztowany po powrocie do Wielkopolski i zdegradowany, został skazany na karę śmierci. Otrzymał ułaskawienie, ale był więziony przez rok w Grudziądzu. Po zwolnieniu zajął się pracą organiczną. Brał udział w działalności Kasyna Gostyńskiego. Celem nawiązania bezpośrednich kontaktów z Centralizacją Towarzystwa Demokratycznego Polskiego udał się w 1844 do Paryża, gdzie spotkał się m.in. z Ludwikiem Mierosławskim oraz Adamem Mickiewiczem i Juliuszem Słowackim.
W 1846 wstrzymał wybuch powstania w powiecie odolanowskim po dekonspiracji spisku. Został deputatem do sejmu pruskiego w Berlinie w 1847, ale ze względu na trwające śledztwo w sprawie spisku powstańczego nie mógł w nim wziąć udziału. Posłował też do sejmu pruskiego w czasie Wiosny Ludów, we Wrocławiu organizował komitet polski. Odbył również podróż do Paryża. Aktywny członek Ligi Polskiej. Wystąpił z krytyką stosunku Ligi do chłopstwa, którą ogłosił później drukiem pt. Do bractwa Ligi Polskiej odolanowskiego powiatu... (Poznań 1849). Należał do twórców zjednoczenia towarzystw rolniczych południowej Wielkopolski. Udzielał się też w Ostrowie Wlkp. i okolicy w Towarzystwie Naukowej Pomocy. Będąc posłem na sejm prowincjonalny w Poznaniu domagał się w 1860 rozbudowy katolicko-polskich gimnazjów w Poznańskiem. Na cele narodowe nie szczędził pieniędzy, m.in. na szkołę batignolską i muzeum rapperswilskie.
W Śliwnikach wybudował neogotycki pałac z ogrodem, który stał się schronieniem dla weteranów powstania listopadowego. W 1863 urządził w nim arsenał powstańczy. Organizował pomoc dla powstańców styczniowych, zwłaszcza „czerwonych” i dlatego musiał w 1864 uciekać do Belgii. Na emigracji napisał tom wspomnień, będących cennym źródłem do dziejów Wielkopolski w XIX w. Do kraju powrócił przed śmiercią. Zmarł 8 kwietnia 1873 w Śliwnikach. Wsparł budowę Królewskiego Katolickiego Gimnazjum w Ostrowie Wielkopolskim.
Żonaty z Joanną Ponińską, nie miał potomstwa. Jego bratankiem był Wincenty Niemojowski (1854-1926).